# Blight
I Blight sono una razza immaginaria nell'Universo DC. Sono esseri tecno-organici del XXX secolo i cui corpi sono composti di carne in putrefazione e tecnologia.

## Biografia della razza
Cominciarono la loro vita in ricerca di immortalità nella galassia: lungo il percorso incontrarono una razza superiore e potente, nota come Doda, che possedeva l'abilità di teletrasportarsi nelle galassie.
Nella storia Legion of the Damned, la Legione dei Super-Eroi incrociò la strada dei Doda e dei Blight, e distrusse i loro dispositivi di teletrasporto. Senza questi dispositivi, che utilizzavano la tecnologia degli stargate, i Blight erano incapaci di teletrasportarsi o diffondere la loro putredine nelle galassie.